# Lulu Popplewell
Laura Francesca Popplewell, ali bolje poznana pod psevdonimom Lulu Popplewell, angleška televizijska in filmska igralka, * 15. januar 1991, London, Anglija, Združeno kraljestvo.

## Biografija

### Zgodnje in osebno življenje
Rodila se je kot druga hči zdravnice Debre Lomas in pravnika Andrewa Popplewella. Njena starejša sestra Anna je igrala Suzano Pevensie v filmih, posnetih po zbirki knjig Zgodbe iz Narnije, njen mlajši brat Freddie pa je igral Mihca v filmu Peter Pan.

### Kariera
Lulu Popplewell je svojo igralsko kariero začela leta 2001, ko se je skupaj s svojo sestro Anno pojavila v mini televizijski seriji »Love in a Cold Climate«, kjer je igrala Emmo (Anna je imela vlogo Victorie) v nepoznani epizodi.
Za tem se je leta 2003 pojavila v filmu Pravzaprav ljubezen ob igralcih, kot so Sienna Guiloiry, Emma Thompson, Bill Nighy, Colin Firth, Liam Neeson, Rory MacGregor, Gregor Fisher, Alan Rickman in Laura Linney, kjer je igrala Daisy, Karino hčerko.
Poleg tega je na radiu BBC igrala Lyro, glavno vlogo iz trilogije Njegova temna tvar.

## Filmografija
- »Love in a Cold Climate« (2001) kot Emma
- Pravzaprav ljubezen (2003) kot Daisy

## Nagrade in nominacije
Leta 2004 je bila skupaj z igralci Hugom Grantom, Colinom Firthom, Sienno Guillory, Liamom Neesonom, Emmo Thompson, Kris Marshall, Heike Makatsch, Martinom Freemanom, Joanno Page, Chiwetel Ejiofor, Andrewom Lincolnom, Keiro Knightley, Nino Sosanyo, Martine McCutcheon, Lauro Linney, Thomasom Sangsterjem, Alanom Rickmanom, Rodrigom Santorom, Rowanom Atkinsonom, Claudio Schiffer, Billom Nighyjem, Gregorjem Fisherjem, Rory MacGregor, Carlo Vasconcelos, Shannon Elizabeth, Denise Richards in Elisho Cuthbert nominirana za nagrado PFCS Award za film Pravzaprav ljubezen.